# نیلز هلستن (ورزشکار)
نیلز هلستن (انگلیسی: Nils Hellsten; ۱۹ فوریهٔ ۱۸۸۶ – ۱۲ آوریل ۱۹۶۲) ورزشکار شمشیربازی اهل سوئد بود.
وی در مسابقات کشوری و بین‌المللی در مجموع برندهٔ ۳ مدال برنز شده‌است.